# Syed Nayeemuddin
Syed Nayeemuddin (né en 1948 à Hyderabad) est un footballeur et entraîneur indien. Il évoluait au poste de défenseur.

## Biographie
Il est finaliste de la Coupe d'Asie des nations 1964 avec l'Inde.
Il est par la suite le sélectionneur de l'Inde à trois reprises, du Bangladesh, et de clubs indiens et bangladais.